# 1225
| [ Edytuj tabelę ]                          |                                           |
| Książę Małopolski                          | - 1211 Leszek Biały 1227                  |
| Książę Wielkopolski                        | - 1202 Władysław III Laskonogi 1229       |
| Król Angkoru                               | - 1218 Indrawarman II 1244                |
| Król Anglii                                | - 1216 Henryk III 1272                    |
| Król Aragonii i Walencji, hrabia Barcelony | - 1213 Jakub I Zdobywca 1276              |
| Książę Bawarii                             | - 1183 Ludwik I 1231                      |
| Margrabia Brandenburgii                    | - 1220 Otto III 1267                      |
| Książę Burgundii                           | - 1218 Hugo IV 1272                       |
| Cesarz Bizancjum                           | - 1222 Jan III Dukas Watatzes 1254        |
| Car Bułgarii                               | - 1218 Iwan Asen II 1241                  |
| Cesarz Chin                                | - 1224 Song Lizong 1264                   |
| Król Cypru                                 | - 1218 Henryk I 1253                      |
| Król Czech                                 | - 1198 Przemysł Ottokar I 1230            |
| Król Danii                                 | - 1202 Waldemar II Zwycięski 1241         |
| Władca Egiptu                              | - 1218 Al-Kamil 1238                      |
| Cesarz Etiopii                             | - 1189 Gebre Meskel 1229                  |
| Król Francji                               | - 1223 Ludwik VIII Lew 1226               |
| Król Gruzji                                | - 1223 Rusudan 1245                       |
| Hrabia Holandii                            | - 1222 Floris IV Holenderski 1234         |
| Cesarz Japonii                             | - 1221 Go-Horikawa 1232                   |
| Kalif                                      | - 1180 An-Nasir 1225 - 1225 Az-Zahir 1226 |
| Król Kastylii                              | - 1217 Ferdynand III Święty 1252          |
| Patriarcha Konstantynopola                 | - 1222 German II 1240                     |
| Władca Korei                               | - 1213 Kojong 1259                        |
| Król Leónu                                 | - 1188 Alfons IX 1230                     |
| Książę Litwy                               | - 1219 Dowsprunk 1238                     |
| Cesarz Łaciński                            | - 1217 Robert de Courtenay 1228           |
| Kalif Maroka                               | - 1224 Abdullah al-Adil 1227              |
| Król Nawarry                               | - 1194 Sanczo VII 1234                    |
| Król Norwegii                              | - 1217 Haakon IV Stary 1263               |
| Hrabia Palatynatu                          | - 1214 Ludwik I Wittelsbach 1227          |
| Papież                                     | - 1216 Honoriusz III 1227                 |
| Król Portugalii                            | - 1223 Sancho II 1248                     |
| Sułtan Rumu                                | - 1220 Kajkubad I 1237                    |
| Książę Rusi halickiej                      | - 1221 Mścisław II Udały 1227             |
| Cesarz Rzymski (niemiecki)                 | - 1220 Fryderyk II 1250                   |
| Książę Saksonii                            | - 1212 Albrecht I 1260                    |
| Król Serbii                                | - 1217 Stefan Nemanicz 1228               |
| Król Singasari                             | - 1222 Ken Angrok 1227                    |
| Król Szkocji                               | - 1214 Aleksander II 1249                 |
| Król Szwecji                               | - 1222 Eryk XI Eriksson 1229              |
| Doża Wenecji                               | - 1205 Pietro Ziani 1229                  |
| Król Węgier                                | - 1205 Andrzej II 1235                    |
| Wielki mistrz zakonu krzyżackiego          | - 1209 Hermann von Salza 1239             |

Rok 1225 / MCCXXV
stulecia: XII wiek ~
XIII wiek ~
XIV wiek

lata: 1215 «
1220 «
1221 «
1222 «
1223 «
1224 «
1225
» 1226
» 1227
» 1228
» 1229
» 1230
» 1235

## Wydarzenia w Polsce
- Konrad I Mazowiecki rozpoczął układy polityczne z Krzyżakami. Zwrócił się do nich proponując im, by w zamian za nadanie ziemi chełmińskiej podjęli się obrony pogranicza mazowieckiego od strony Prus. Zamierzał przy ich pomocy zapewnić trwałą stabilizację Mazowsza

## Wydarzenia na świecie
- Europa
  - Krzyżacy, otrzymawszy nadania w Siedmiogrodzie, zaczęli zabiegać tam o stworzenie własnego państwa. Gdy król Węgier Andrzej II zorientował się w zamierzeniach Krzyżaków, nie zwracając uwagi na protesty papieża, podjął decyzję o wygnaniu ich z Siedmiogodu

## Urodzili się
- 1 maja (prawdopodobna data) - Jean de Joinville, dziedziczny seneszal Szampanii, autor pierwszego żywota Ludwika Świętego króla Francji (zm. 1317)
- Gertruda von Hohenberg, królowa Niemiec (data przybliżona); (zm. 1281)
- Izabela, francuska święta, córka króla Francji Ludwika VIII (zm. 1270)
- Tomasz z Akwinu, święty Kościoła katolickiego (zm. 1274)

## Zmarli
- Arnold Amalryk, cysters, opat  Cîteaux 1201–1212, legat papieski od 1204, arcybiskup Narbony od 1212
- Ma Yuan, chiński malarz z epoki Południowej dynastii Song
- Otto Dypoldowic, prepozyt magdeburski